# Myadestes coloratus
Myadestes coloratus là một loài chim trong họ Turdidae.